# Chiesa di Sant'Antonio di Padova (Santa Maria Nuova)
La chiesa di Sant'Antonio di Padova, detta anche chiesa di Sant'Antonio da Padova, è la parrocchiale di Santa Maria Nuova, in provincia di Ancona e diocesi di Jesi; fa parte della zona pastorale di San Marcello-Santa Maria Nuova.

## Storia
L’esistenza della chiesa di Sancta Maria Nova de Ripis nel contado jesino è attestata a partire dal XIV secolo.
Nel Cinquecento il luogo di culto venne riedificato; come si apprende da alcuni documenti, anch'esso era intitolato alla Beata Vergine Maria come la primitiva chiesa.
Questa struttura fu demolita alla fine del XVIII secolo poiché versava in condizioni tali che ne venne giudicato impossibile un restauro; il progetto della nuova parrocchiale venne affidato all'architetto Mattia Capponi, il quale effettivamente nel 1793 lo stilò, ma poi non si diede inizio all'opera.
L'idea venne ripresa nel 1878 dal vescovo Rambaldo Magagnini, che promosse la realizzazione della nuova chiesa; i lavori furono condotti tra il 1882 e il 1884 seguendo i disegni del Capponi. Lo stesso vescovo Magagnini impartì la consacrazione il 25 maggio del 1884.
Nel 1944, durante la campagna d’Italia, l'edificio subì varie lesioni, che poi furono sanate nel dopoguerra.
L'adeguamento liturgico secondo le usanze postconciliari venne condotto nel 1964 mediante l'aggiunta dell'altare rivolto verso l'assemblea e dell'altare; venti anni dopo l'edificio fu oggetto di un restauro, mentre tra il 1986 e il 1992 si procedette al rifacimento del tetto.
Sinistrata dall'evento sismico del 1997, la parrocchiale venne ripristinata nel 2003; nuove lesioni furono riportare duettare il terremoto del Centro Italia del 2016 e, pertanto, negli anni seguente si provvide ad eseguire le riparazioni necessarie.

## Descrizione

### Esterno
La facciata della chiesa, rivolta a sudovest, è suddivisa da una cornice marcapiano in due registri, entrambi scanditi da lesene doriche; quello inferiore presenta centralmente il portale d'ingresso timpanato, mentre quello superiore è caratterizzato da una finestra, protetta da balaistra, e coronato dal frontone di forma triangolare.
Annesso alla parrocchiale è il campanile a base quadrata, la cui cella presenta su ogni lato una monofora ed è coronata dalla cupoletta.

### Interno
L'interno dell'edificio si compone di un'unica navata, sulla quale si affacciano le cappelle laterali, introdotte da archi a tutto sesto, e le cui pareti sono scandite da semicolonne terminanti con capitelli compositi sorreggenti la trabeazione modanata e aggettante sopra la quale si imposta la volta a botte; al termine dell'aula si sviluppa il presbiterio, rialzato di alcuni gradini e chiuso dall'abside di forma semicircolare.
Qui sono conservate diverse opere di pregio, tra le quali l'organo, costruito nel XVIII secolo dalla ditta Callido, la tela con soggetto la Madonna sul trono con il Bambino insieme ai santi Rocco e Sebastiano, eseguita dall'urbinate Filippo Bellini nell 1598, la pala ritraente l'Immacolata con i Santi Filippo Neri e Nicola da Bari, dipinta dall'Aquilini nel 1658, e l'affresco raffigurante i Santi Vincenzo Ferreri, Antonio Abate ed Emidio che proteggono Santa Maria Nuova, realizzato dall'osimate Caprari.